# Eleonora Frigo
Eleonora (Pinerolo, 8 aprile 2001) è un'ex hockeista su ghiaccio italiana di ruolo difensore.

## Biografia
Nata a Pinerolo ma cresciuta in Val Pellice, è sorella di Luca Frigo, anch'egli giocatore di hockey su ghiaccio.
Dopo le giovanili con il Valpellice, ha esordito nel massimo campionato italiano con la maglia del Torino Bulls femminile.
Nel 2018 ha superato un try-out con la squadra svedese del Södertälje SK femminile, con cui ha giocato per due anni.
Tornata in Italia, nella stagione 2020-2021 ha giocato con le valdostane dell'Girls Project, disputando anche un incontro in EWHL con la maglia dell'EV Bozen Eagles.
A livello giovanile, in maglia azzurra ha preso parte a quattro edizioni (dal 2016 al 2019) del mondiale Under-18. Con la nazionale maggiore ha giocato i mondiali del 2018.